# Macarius I

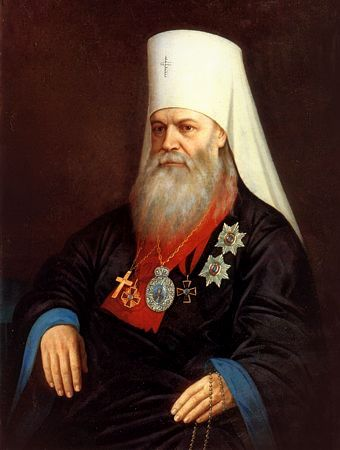
Moskvas metropolit Macarius I

Michail Petrovitj Bulgakov, som metropolit känd under namnet Macarius I född 1816 och död 1882, var en rysk teolog och kyrkohistoriker.
Redan som student blev Bulgakov munk och antog namnet Makarij. Han blev teologie professor i Kiev, och från 1842 professor vid Sankt Petersburgs teologiska akademi. 1850 blev Bulagkov akademins rektor. Han utnämndes 1857 till biskop i Tambov, 1859 i Charkiv, och blev slutligen 1879 metropolit i Moskva.
Bland hans mera kända verk hör Den helige Dimitrius av Rostov dogmatik (1842), Ryska kyrkans historia (13 band, 1848-1884), Inledning till den ortodoxa teologin (1847), Dogmatisk teologi (1849), Ryska gammatroende samfundets historia (1854), samt Monografi över pilgrimer (1854). Bulgakov understödde frikostigt andra vetenskapsmän.